# Isaac Babadi
Isaac Babadi (Nimega, 6 de abril de 2005) es un futbolista neerlandés que juega como centrocampista en el PSV Eindhoven de la Eredivisie.

## Estadísticas

### Clubes
Actualizado al último partido disputado el 5 de noviembre de 2024.
| Club                         | Div.          | Temporada     | Liga  | Liga  | Liga   | Copas nacionales | Copas nacionales | Copas nacionales | Copas internacionales | Copas internacionales | Copas internacionales | Total | Total | Total  |
| Club                         | Div.          | Temporada     | Part. | Goles | Asist. | Part.            | Goles            | Asist.           | Part.                 | Goles                 | Asist.                | Part. | Goles | Asist. |
| ---------------------------- | ------------- | ------------- | ----- | ----- | ------ | ---------------- | ---------------- | ---------------- | --------------------- | --------------------- | --------------------- | ----- | ----- | ------ |
| Jong PSV · Países Bajos      | 2.ª           | 2020-21       | 1     | 0     | 0      | —                | —                | —                | —                     | —                     | —                     | 1     | 0     | 0      |
| Jong PSV · Países Bajos      | 2.ª           | 2021-22       | 3     | 0     | 0      | —                | —                | —                | —                     | —                     | —                     | 3     | 0     | 0      |
| Jong PSV · Países Bajos      | 2.ª           | 2022-23       | 30    | 5     | 4      | —                | —                | —                | —                     | —                     | —                     | 30    | 5     | 4      |
| Jong PSV · Países Bajos      | 2.ª           | 2023-24       | 6     | 2     | 2      | —                | —                | —                | —                     | —                     | —                     | 6     | 2     | 2      |
| Jong PSV · Países Bajos      | 2.ª           | 2024-25       | 5     | 0     | 0      | —                | —                | —                | —                     | —                     | —                     | 5     | 0     | 0      |
| Jong PSV · Países Bajos      | Total club    | Total club    | 45    | 7     | 6      | 0                | 0                | 0                | 0                     | 0                     | 0                     | 45    | 7     | 6      |
| PSV Eindhoven · Países Bajos | 1.ª           | 2023-24       | 16    | 1     | 0      | 1                | 0                | 0                | 5                     | 1                     | 0                     | 22    | 2     | 0      |
| PSV Eindhoven · Países Bajos | 1.ª           | 2024-25       | 3     | 0     | 0      | 0                | 0                | 0                | 2                     | 0                     | 0                     | 5     | 0     | 0      |
| PSV Eindhoven · Países Bajos | Total club    | Total club    | 19    | 1     | 0      | 1                | 0                | 0                | 7                     | 1                     | 0                     | 27    | 2     | 0      |
| Total carrera                | Total carrera | Total carrera | 64    | 8     | 6      | 1                | 0                | 0                | 7                     | 1                     | 0                     | 72    | 9     | 6      |

## Palmarés

### Títulos nacionales
| Título                        | Club          | País         | Año  |
| ----------------------------- | ------------- | ------------ | ---- |
| Supercopa de los Países Bajos | PSV Eindhoven | Países Bajos | 2023 |
| Eredivisie                    | PSV Eindhoven | Países Bajos | 2024 |
| Eredivisie                    | PSV Eindhoven | Países Bajos | 2025 |
| Supercopa de los Países Bajos | PSV Eindhoven | Países Bajos | 2025 |